# Bay State Motive Power Company
Bay State Motive Power Company war ein US-amerikanischer Hersteller von Automobilen.

## Unternehmensgeschichte
Das Unternehmen wurde 1896 in Springfield in Massachusetts gegründet. Beteiligt waren Charles N. King, C. W. Mansfield, George N. Morton und E. Abbot Todd. L. E. Walkins war Manager-Direktor und der Konstrukteur. Im gleichen Jahr begann die Produktion von Automobilen. Der Markenname lautete Walkins. Noch 1896 endete die Produktion.

## Fahrzeuge
Geplant waren 50 Fahrzeuge. 10 sollten einen Elektromotor haben, 10 einen Motor für komprimierte Luft und 30 einen Ottomotor. Es sollten sowohl Personenkraftwagen als auch Nutzfahrzeuge entstehen. Es ist gesichert, dass einige Fahrzeuge gefertigt wurden, aber weit weniger als 50.
Eine Abbildung zeigt ein Elektroauto mit zwei Sitzreihen.